# 케야키라고 쓸 수 없어?
케야키라고 쓸 수 없어?(欅って、書けない?)는 일본의 TV 도쿄 계열에서 2015년 10월 4일부터 2020년 10월 11일까지 방송된 버라이어티 프로그램이다.

## 개요
- 케야키자카46의 첫 지상파 레귤러 방송.

## 출연자
2020년 10월 11일 방송 종료 시점
- MC
  - 츠치다 테루유키
  - 사와베 유우 (하라이치)
- 케야키자카46
  - 1기생 : 우에무라 리나, 오제키 리카, 코이케 미나미, 코바야시 유이, 사이토 후유카, 사토 시오리, 스가이 유카, 하부 미즈호, 하라다 아오이, 모리야 아카네, 와타나베 리카, 와타나베 리사
  - 2기생 : 이노우에 리나, 세키 유키코, 타케모토 유이, 타무라 호노, 후지요시 카린, 마츠다 리나, 마츠다이라 리코, 모리타 히카루, 야마자키 텐
  - 신 2기생 : 엔도 히카리, 오오조노 레이, 오오메마 아키호, 코사카 마리노, 마스모토 키라, 모리야 레나
- 나레이션 : 쇼지 우메카

## 같이 보기
- 노기자카 공사중
- 히나타자카에서 만납시다